# Keijia qionghaiensis
Keijia qionghaiensis är en spindelart som först beskrevs av Zhu 1998.  Keijia qionghaiensis ingår i släktet Keijia och familjen klotspindlar. Inga underarter finns listade i Catalogue of Life.